# Universidad Tecnológica de Tijuana
La Universidad Tecnológica de Tijuana (UTT) es una institución pública de educación superior establecida en la ciudad de Tijuana, Baja California. Se especializa en ofrecer programas académicos enfocados en la formación técnica y profesional, con un modelo educativo bivalente que combina la teoría con la práctica. La universidad fue fundada en 1998 y se ha consolidado como una opción educativa clave en la región noroeste de México.

## Historia
La Universidad Tecnológica de Tijuana fue creada en 1998 con el objetivo de atender la creciente demanda de educación superior en el estado de Baja California, especialmente en el área de Tijuana y sus alrededores. Desde su fundación, la UTT ha seguido un modelo educativo basado en competencias, el cual está diseñado para responder a las necesidades del sector productivo regional y nacional.
En 2009, la universidad expandió su alcance al inaugurar el campus Ensenada, con el objetivo de proporcionar educación superior a los estudiantes de la región sur del estado.
A lo largo de los años, la UTT ha adoptado estrategias innovadoras como el Modelo BIS (Bilingüe, Internacional y Sustentable), fortaleciendo su compromiso con la formación de profesionales competentes en un contexto globalizado.

## Misión y visión
La misión de la Universidad Tecnológica de Tijuana es "formar integralmente capital humano a nivel técnico superior universitario y licenciatura, con pertinencia y calidad, respondiendo a las necesidades del sector productivo". Esto se logra a través de un enfoque en el desarrollo de competencias profesionales y valores humanos.
Su visión es "ser reconocida como una institución de excelencia educativa, con liderazgo nacional e internacional, en la formación de profesionistas que contribuyan al desarrollo sustentable".

## Programas académicos
La UTT ofrece una amplia gama de programas académicos en diferentes áreas del conocimiento, que incluyen niveles de Técnico Superior Universitario (TSU), Licenciatura y Posgrado.

### Licenciaturas e Ingenierías con su respectivo TSU – UTT Campus Tijuana
A continuación, se presenta la lista de las licenciaturas y sus TSU vinculados  ofrecidas actualmente en el campus Tijuana.
| Programa (Licenciatura o Ingeniería)                             | Técnico Superior Universitario (TSU)                                                                                                   |
| ---------------------------------------------------------------- | --- |
| Ingeniería en Semiconductores                                    | TSU en Manufactura en Semiconductores                                                                                                  |
| Licenciatura en Educación                                        | TSU en Enseñanza del Idioma Inglés |
| Ingeniería en Ambiental y Sustentabilidad                        | TSU en Gestión Ambiental |
| Ingeniería en Energía y Desarrollo Sostenible                    | TSU en Energía Solar |
| Ingeniería en Aeronáutica en Manufactura                         | TSU en Manufactura Aeronáutica |
| Ingeniería en Mecatrónica                                        | TSU en Automatización TSU en Sistemas de Manufactura Flexible                                                                          |
| Ingeniería en Tecnologías de la Información e Innovación Digital | TSU en Entornos Virtuales y Negocios Digitales TSU en Desarrollo de Software Multiplataforma TSU en Infraestructura de Redes Digitales |
| Ingeniería en Industrial                                         | TSU en Sistemas de Gestión de Calidad TSU en Moldeo de Plásticos TSU en Procesos Productivos                                           |
| Ingeniería en Mantenimiento Industrial                           | TSU en Mantenimiento Industrial |
| Ingeniería en Logística Internacional                            | TSU en Operaciones Logística y Comercio Exterior                                                                                       |
| Ingeniería en Logística                                          | TSU en Cadena de Suministro |
| Licenciatura en Gastronomía                                      | TSU en Gastronomía |
| Licenciatura en Negocios y Mercadotecnia                         | TSU en Mercadotecnia |
| Licenciatura en Contaduría                                       | TSU en Contaduría |

### Licenciaturas e Ingenierías con su respectivo TSU – UTT Campus Ensenada
A continuación, se presenta la lista de las licenciaturas y sus TSU vinculados ofrecidas actualmente en el campus Ensenada.
| Programa (Licenciatura o Ingeniería)     | Técnico Superior Universitario (TSU)  |
| ---------------------------------------- | ------------------------------------- |
| Ingeniería en Industrial                 | TSU en Sistemas de Gestión de Calidad |
| Ingeniería en Mantenimiento Industrial   | TSU en Mantenimiento Industrial       |
| Licenciatura en Contaduría               | TSU en Contaduría                     |
| Ingeniería en Biotecnología              | TSU en Biotecnología                  |
| Ingeniería en Alimentos                  | TSU en Alimentos                      |
| Licenciatura en Negocios y Mercadotecnia | TSU en Mercadotecnia                  |
| Licenciatura en Gastronomía              | TSU en Gastronomía                    |

### Posgrados
- Maestría en Ingeniería en Gestión de Procesos Industriales